# クェルセチン
クェルセチン（またはクエルセチン、ケルセチン、英: quercetin）は、フラボノイドの一種でフラボノールを骨格に持つ物質。配糖体（ルチン、クエルシトリンなど）または遊離した形で柑橘類、タマネギやソバをはじめ多くの植物に含まれる。黄色い色素で、古くから染料としても用いられてきた。分子式は C15H10O7、分子量 302.24、CAS登録番号は [117-39-5]。
化合物名は1857年から使用されており、ラテン語で「オークの森」を意味するquercetum（ラテン語でオークはQuercus - コナラ属）に由来する。クェルセチンは天然に存在するオーキシン極性移動阻害剤である。

## 生理活性
クェルセチンには、抗酸化作用、抗炎症作用、抗動脈硬化作用、脳血管疾患の予防、抗腫瘍効果、降圧作用、強い血管弛緩作用、が報告されている。
クェルセチンはルチン、ヘスペリジンと共にビタミン様物質（ビタミンP）の一部である。クェルセチン配糖体はさまざまな薬理作用を示すことが知られている。クェルセチン自体も抗炎症作用を示し、これはヒスタミンの生成や遊離など炎症に関与するいくつかの過程を抑制するためと考えられている。また強い抗酸化作用を示し、さらに細胞増殖などに関わるいくつかの酵素を阻害することも報告されている。
解毒酵素であるグルタチオンを増やすという報告もある。
動脈硬化モデル動物実験において、動脈硬化病変のサイズ縮小や酸化ストレスのバイオマーカー低下が報告されている。

## 分布
クェルセチンを多く含む物は、ケッパー（1800 mg/kg）、リンゴ（44 mg/kg）、お茶（チャノキ、2000-2500 mg/kg）、タマネギ、ブドウ、ブロッコリー、モロヘイヤ、ラズベリー、コケモモ（栽培種74 mg/kg、野生種146 mg/kg）、クランベリー（栽培種83 mg/kg、野生種121 mg/kg）、オプンティア、その他、葉菜類、柑橘類など。
また、クェルセチンを配合した健康食品もある。
オーストラリア、クイーンズランド大学の研究では、ユーカリやティートリーの蜂蜜にも含まれると報告されている。

## 生合成
フェニルアラニンは、フェニルアラニンアンモニア脱離酵素、桂皮酸-4-ヒドロキシラーゼ、4-クマロイルCoA-リアーゼによるフェニルプロパノイド経路によって4-クマロイルCoAへ変換される。4-クマロイルCoAは、7,2’-ジヒドロキシ, 4’-メトキシイソフラバノール合成酵素によって、3分子のマロニルCoAと縮合しテトラヒドロキシカルコンとなる。テトラヒドロキシカルコンは、次にカルコン異性化酵素によりナリンゲニンへと変換される。ナリンゲニンは、フラボニド3'ヒドロキシラーゼによってエリオジクチオールへと変換される。エリオジクチオールは、フラバノン 3-ヒドロキシラーゼによってジヒドロケルセチンとなり、ジヒドロケルセチンはフラバノール合成酵素によりケルセチンへと変換される。

## 代謝
ラットにケルセチンを摂取させた場合、血中に最も多く存在する代謝物はイソラムネチンである。

## 薬物相互作用
クェルセチンは幾つかの抗菌薬とは併用禁忌である。
クェルセチンはフルオロキノロン系の抗菌薬と干渉しあい、競合的に細菌類のDNAジャイレースに結合する。
この干渉によりフルオロキノロンの効果が、阻害されるか増強されるかは、定かではない。
AHFS Drug Information 2010年版によると、クェルセチンは薬物代謝酵素CYP2C8の阻害剤とされており、特にパクリタキセル（タキソール）と有害な相互作用を持つ可能性のある薬物として示されている。パクリタキセルは主にCYP2C8で代謝を受けるが、その生物学的利用能（バイオアベイラビリティー）が予測できない増加をしたり、害のある副作用が引き出される可能性がある。
クェルセチンは薬物代謝酵素CYP2C9の阻害剤としても知られている。
クェルセチンは薬物代謝酵素CYP3A4の誘導 および阻害剤でもある（言い換えると、短期的にはCYP3A4酵素の活性を低下させるが、生体内の反応で酵素をより多く生産することによって誘導剤として機能する）。
上記のCYP2C9とCPY3A4は、薬物代謝酵素系のシトクロムP450のメンバーであり、生体内での異物代謝に関与する酵素である。
どちらのケースでもクェルセチンは、これらの酵素が代謝する薬物の血清レベルや、潜在的な効果を変えうる可能性がある。

## 安全性
通常の食事からの摂取量の範囲においては安全と考えられている。
発がん性
クェルセチンは、Ames試験による変異原性がフラボノイド中最も高い物質とされる。しかし、クェルセチン配糖体のルチンには変異原性がないといわれている。
IARCではケルセチンを「ヒトに対する発癌性を分類できない」とするグループ3に指定している。
急性毒性
マウスでの経口半数致死用量は約160 mg/kg。

## 配糖体
ケルセチンの配糖体には以下がある。
- ルチン (3-O-ルチノシド)
- クェルシトリン (3-O-ラムノシド)
- イソクェルシトリン (3-O-グルコシド)
- ヒペロシド (3-O-ガラクトシド)
- ケルセチン-3-O-グルクロニド